# Yunguyo
Yunguyo – miasto w Peru, w regionie Puno, stolica prowincji Yunguyo. W 2008 liczyło 12 625 mieszkańców.